# Peter Uffenbach
Peter Uffenbach (* 28. November 1566 in Frankfurt am Main; † 26. Oktober 1635 ebenda) war ab 1597 Stadtarzt seiner Heimatstadt Frankfurt.

## Leben
Peter Uffenbach war Sohn eines gleichnamigen Steindeckers, der um 1550 aus Wetzlar nach Frankfurt kam, sowie dessen Frau Lucrezia, Tochter des Frankfurter Goldschmieds Hans Flick. 1588 begann Uffenbach mit Unterstützung des Frankfurter Rates ein humanistisches Studium in Straßburg und 1592 der Heilkunde, ging 1595 nach Padua und wurde 1597 in Basel zum Dr. phil. et med. promoviert. 
Im Jahr 1597 kehrte er in seine Heimatstadt Frankfurt am Main zurück und würde Bürger und Stadtarzt. Um diese Zeit heiratete er Maria Salome Birtsch († 1636), Tochter des Ratsmitglieds Daniel Birtsch aus Straßburg. 1611 wurde der Sohn Achilles Uffenbach geboren.
Uffenbach veröffentlichte zahlreiche eigene medizinische Schriften, ist heute in erster Linie aber für seine Übersetzungen und Bearbeitungen bestehender Werke bekannt. So gab er 1609 eine deutsche Übersetzung des Kräuterbuches von Castore Durante heraus und 1610 die Arzneimittellehre von Pedanios Dioskurides, 1619 bearbeitete er das Arzneibuch von Christoph Wirsung sowie 1630 das Kräuterbuch von Adam Lonitzer. Letzteres wurde 1737 von Balthasar Ehrhart erneut bearbeitet.
Peter Uffenbach starb 1635 in Ausübung seines Berufes während einer Pestepidemie.

## Schriften (Auswahl)
- Theses medicae de semine et sanguine menstruo. Straßburg 1592.
- Theses medicae de cibo ac potu. Straßburg 1594.
- Theses de venenis ac mortiferis medicinis. Basel 1597.
- Hortulus Sanitatis. Nicolaus Hoffmann, Frankfurt 1609. (Übersetzung des Kräuterbuches von Castore Durante)
- Thesaurus chirurgicus. Frankfurt 1610.
- Kreutterbuch. Johann Bringer, Frankfurt 1610. (Übersetzung der Arzneimittellehre von Pedanios Dioskurides)
- Ein newes Artzney Buch. Zacharias Palthenius Erben, Frankfurt 1619. (Überarbeitung des Arzneibuches von Christoph Wirsung)
- Kreuterbuch. Matthias Kempffer, Frankfurt 1630. (Überarbeitung des Kräuterbuches von Adam Lonitzer)
- Dispensatorium galenico-chymicum. Hanau 1631.